# Tampere Open 1983
Il Tampere Open 1983 è stato un torneo di tennis facente parte della categoria ATP Challenger Series nell'ambito dell'ATP Challenger Series 1983. Il torneo si è giocato a Tampere in Finlandia dal 30 maggio al 5 giugno 1983 su campi in terra rossa.

## Vincitori

### Singolare
Marko Ostoja ha battuto in finale  Scott Lipton con il punteggio di 6–4, 6–2

### Doppio
Peter Bastiansen /  Michael Mortensen hanno battuto in finale  Mike Barr /  Marko Ostoja con il punteggio di 6–4, 6–1